# Струппе Петро Іванович
Петро Іванович Струппе (24 липня 1889, садиба Ускур Вільценської волості Добленського повіту Курляндської губернії, тепер Єлгавського краю, Латвія — розстріляний 30 жовтня 1937, місто Москва, тепер Російська Федерація) — радянський партійний і державний діяч, голова Ленінградського облвиконкому, відповідальний секретар Псковського губернського комітету РКП(б), голова Уральського губернського ревкому. Член ВЦВК і ЦВК СРСР. Член Центральної контрольної комісії ВКП(б) у 1930—1934 роках. Член Президії Центральної Контрольної Комісії ВКП(б) у 1930—1932 роках. Кандидат у члени ЦК ВКП(б) у 1934—1937 роках.

## Життєпис
Народився в родині заможного селянина. У 1902 році закінчив Вільценську волосну сільську школу, а у 1904 році — чотири класи Мітавського міського училища.
З 1905 по 1906 рік працював помічником у сільському господарстві батька. У 1906—1907 роках — практикант показового казенного маєтку «Берзсгоф» Добленського повіту Курляндської губернії.
Член РСДРП(б) з 1907 року. З 1907 по 1908 рік — член осередку та член районного комітету Соціал-демократичної партії Латиського краю.
У 1908 році заарештований за революційну діяльність, перебував у в'язницях Мітави, Риги та Вендена. Засуджений на 1,5 року каторжних робіт. З 1909 по січень 1911 року відбував ув'язнення в Ризькій каторжній в'язниці.
З січня по грудень 1911 року працював у сільському господарстві батька в Мітаві.
У 1912—1913 роках — член нелегального Центру робітничого страхування кас хворих гумового заводу «Проводник» у Ризі; газетний працівник книжкового магазину ЦК СДП Латвії. З 1913 по серпень 1914 року — агітатор-пропагандист легальної більшовицької газети «Лайка Балс» в місті Ризі. Був членом 4-го Олександрівського районного комітету РСДРП міста Риги, кооптований в ЦК СДП Латвії.
У 1914 році переїхав до Петрограда, з вересня по жовтень 1914 року був партійним організаторм каси хворих гумового заводу «Проводник» у Петрограді. У листопаді 1914 — жовтні 1916 року — робітник-маляр складів Петроградської міської управи, організатор-пропагандист у притулку біженців, працівник нелегальної більшовицької друкарні. Обраний членом Петроградського комітету РСДРП(б) та латиської секції при ньому. Ухилившись від призову в російську армію, переїхав до Москви, потім до Самари, де був обраний членом Самарського комітету РСДРП(б).
У листопаді 1916 року заарештований, ув'язнений у місті Самарі та засуджений до адміністративного заслання на 4 роки у Верхоленський повіт Іркутської губернії. З лютого по березень 1917 року перебував на етапі із Самари до Іркутська, але в березні 1917 року звільнений та амністований.
У квітні — листопаді 1917 року — член бюро Самарського губернського комітету РСДРП(б).
У грудні 1917 — травні 1918 року — член виконавчого комітету Самарської губернської ради, член Самарського губернського революційного комітету. У 1918 році — член колегії Самарського губернського комісаріату фінансів, політичний комісар Самарського укріпленого району. У 1919 році — член Революційної військової ради Уральського укріпленого району.
У 1919—1920 роках — голова виконавчого комітету Уральської губернської ради; голова Уральського губернського революційного комітету в місті Уральську.
У 1920—1922 роках — заступник народного комісара внутрішніх справ Киргизької (Казахської) АРСР у місті Оренбурзі.
У 1922 році — голова Киргизької обласної ревізійної комісії РКП(б).
У червні 1922 — листопаді 1923 року — відповідальний інструктор ЦК РКП(б).
У листопаді 1923 — квітні 1926 року — відповідальний секретар Псковського губернського комітету РКП(б).
26 квітня 1926 — червні 1927 року — секретар та завідувач організаційного відділу Північно-Західного бюро ЦК ВКП(б).
У травні 1928 — серпні 1929 року — відповідальний секретар Василеостровського районного комітету ВКП(б) міста Ленінграда. У серпні 1929 — червні 1930 року — відповідальний секретар Виборзького районного комітету ВКП(б) міста Ленінграда.
У червні 1930 — січні 1932 року — голова Ленінградської обласної контрольної комісії ВКП(б) — робітничо-селянської інспекції.
13 грудня 1931 — червень 1932 року — 2-й секретар Ленінградського обласного комітету ВКП(б).
У травні 1932 — 17 лютого 1936 року — голова виконавчого комітету Ленінградської обласної ради.
У лютому 1936 — червні 1937 року — начальник Управління свинорадгоспів центральних районів Народного комісаріату зернових і тваринницьких радгоспів СРСР у Москві.
27 червня 1937 року заарештований органами НКВС. Засуджений Військовою колегією Верховного суду СРСР 29 жовтня 1937 року до страти, розстріляний наступного дня. Похований на Донському цвинтарі Москви.
14 березня 1956 року посмертно реабілітований. 22 березня 1956 року відновлений в членах КПРС.